# Discographie de Véronique Sanson
La discographie de Véronique Sanson regroupe les différents albums (vinyles et CD) et singles que l'artiste a réalisé au cours de sa carrière. Véronique Sanson a vendu près de 6 millions d'albums en France.

## Albums studio
| Année | Album                       | Classement des ventes | Classement des ventes | Classement des ventes | Certification France |
| Année | Album                       | France ,              | Belgique              | Suisse romande        | Certification France |
| ----- | --------------------------- | --------------------- | --------------------- | --------------------- | -------------------- |
| 1972  | Amoureuse                   |                       |                       |                       | 2x Or                |
| 1972  | De l'autre côté de mon rêve |                       |                       |                       | 2x Or                |
| 1974  | Le maudit                   |                       |                       |                       | 2x Or                |
| 1976  | Vancouver                   |                       |                       |                       | Platine              |
| 1977  | Hollywood                   |                       |                       |                       | 2x Or                |
| 1979  | 7ème                        |                       |                       |                       | Or                   |
| 1981  | Laisse-la vivre             |                       |                       |                       | 2x Or                |
| 1985  | Véronique Sanson            | 15                    |                       |                       | Or                   |
| 1988  | Moi le venin                | 22                    |                       |                       | 2x Or                |
| 1992  | Sans regrets                | 6                     |                       |                       | Platine              |
| 1998  | Indestructible              | 2                     | 19                    |                       | 2x Or                |
| 1999  | D'un papillon à une étoile  | 2                     | 5                     |                       | Platine              |
| 2004  | Longue Distance             | 1                     | 3                     |                       | Or                   |
| 2010  | Plusieurs Lunes             | 3                     | 15                    | 3                     | Or                   |
| 2016  | Dignes, dingues, donc...    | 2                     | 11                    | 1                     | Platine              |
| 2018  | Duos Volatils               | 10                    | 22                    | 5                     | Platine              |

Les cases grisées signifient que les classements de ce pays n'existaient pas lors de la sortie du disque ou que ceux-ci sont indisponibles.

## Albums live
| Année | Album                               | Classement des ventes | Classement des ventes | Classement des ventes | Certification France |
| Année | Album                               | France                | Belgique              | Suisse                | Certification France |
| ----- | ----------------------------------- | --------------------- | --------------------- | --------------------- | -------------------- |
| 1976  | Live at the Olympia                 |                       |                       | —                     | Or                   |
| 1981  | Au Palais des sports                |                       |                       | —                     | Or                   |
| 1986  | L'Olympia 1985                      | —                     |                       | —                     | —                    |
| 1989  | À l'Olympia 89                      | 40                    |                       | —                     | —                    |
| 1990  | Symphonique Sanson                  | 45                    |                       | —                     | 2x Or                |
| 1993  | Zénith 93                           | 3                     |                       | —                     | Platine              |
| 1995  | Comme ils l'imaginent               | 3                     | 11                    | —                     | 2x Platine           |
| 2000  | Avec vous                           | 25                    | —                     | —                     | —                    |
| 2005  | Olympia 2005                        | 28                    | 32                    | 95                    | —                    |
| 2012  | Le Cirque Royal de Véronique Sanson | —                     | —                     | —                     | —                    |
| 2015  | Olympia 1975                        | —                     | —                     | —                     | —                    |
| 2015  | Les années américaines, le film     | 40                    | —                     | —                     | —                    |

## Compilations
| Année | Album                                                                     | Classements | Classements | Classements | Certification France |
| Année | Album                                                                     | France      | Belgique    | Canada      | Certification France |
| ----- | ------------------------------------------------------------------------- | ----------- | ----------- | ----------- | -------------------- |
| 1981  | Les plus belles chansons                                                  |             |             | —           | —                    |
| 1984  | Exclusivement féminin                                                     |             |             | —           | —                    |
| 1994  | Les plus belles chansons volume 1 & 2                                     | —           |             | —           |                      |
| 1998  | Les plus belles chansons volume 1 & 2 (répartition différente des titres) | —           | —           | —           | 2x Or                |
| 2001  | Les moments importants 2CD                                                | 17          | —           | —           | 1x Or                |
| 2006  | Les plus belles chansons volume 1 & 2 (réédition version 1998)            | —           | —           | —           |                      |
| 2007  | Petits moments choisis 3CD                                                | 15          | 79          | 93          | —                    |
| 2015  | Les années américaines 2CD                                                | 12          | 45          | —           | —                    |
| 2015  | Les années américaines - Édion Deluxe 3CD                                 | —           | —           | —           | —                    |
| 2018  | Le coffret essentiel - En public (11CD + 2DVD)                            | —           | —           | —           | —                    |

## Intégrale
| Année | Album                                                         | Classements | Classements | Classements | Certification France |
| Année | Album                                                         | France      | Belgique    | Canada      | Certification France |
| ----- | ------------------------------------------------------------- | ----------- | ----------- | ----------- | -------------------- |
| 2008  | Et Voilà !, L'Intégrale 1967-2007 - 22 CD, 4 DVD et 2 livrets | —           | —           | —           | —                    |

## Singles
- Note : N'est pris en compte que les singles sortis en France dans le commerce, hors singles promos et étrangers.
- 1969 : Le printemps est là / le feu du ciel
- 1972 : Amoureuse / Mariavah
- 1972 : Besoin de personne / Vert vert vert
- 1972 : Comme je l'imagine / Toute seule
- 1972 : Chanson sur une drôle de vie / Devine-moi
- 1973 : Amoureuse (version originale anglaise) / Cent fois
- 1974 : Le Maudit / Véronique
- 1974 : Le Maudit / On m'attend là-bas
- 1976 : Vancouver / Redoutable
- 1977 : How many lies / Féminin
- 1979 : Ma révérence / Fais-moi une mélodie
- 1979 : Celui qui n'essaie pas (ne se trompe qu'une seule fois) / Mi-maître, mi-esclave
- 1979 : Toute une vie sans te voir / Si je danse pour toi
- 1980 : Lerida / Maso
- 1981 : L'amour qui bat / Santa Monica
- 1984 : Le temps est assassin (live)/ Avec un homme comme toi (live)
- 1985 : C'est long, c'est court / Il a tout ce que j'aime
- 1985 : J'y perds des plumes / J'ai la musique au moins
- 1988 : Allah / Le désir
- 1989 : Paranoïa / Marie
- 1992 : Rien que de l'eau / Jusqu'à la tombée du jour
- 1992 : Panne de cœur / Les Hommes
- 1993 : Mon voisin (1) / Mon voisin (2)'
- 1993 : Bernard's song (live) / Les délices d'Hollywood (live)
- 1994 : Seras-tu là ? (live) / Toute seule (live)
- 1994 : Bahia (live) / Toute seule (live)
- 1995 : Une nuit sur son épaule (avec Marc Lavoine) (live) / Marie (live)
- 1995 : Alia Soûza (avec Michel Fugain) (live) / Mi-maître, mi-esclave (live)
- 1995 : Quelques mots d'amour (live) / On m'attend là-bas (live)
- 1995 : Le temps est assassin (avec I Muvrini) (live) / Celui qui n'essaie pas (ne se trompe qu'une seule fois) (live)
- 1998 : Un être idéal

### Classement des singles et chansons
| Années | Titres                                                  | Classement des ventes | Classement des ventes | Classement des ventes | Classement des ventes | Ventes françaises |
| Années | Titres                                                  | FR ,                  | BEL/Wa                | BEL/Fl                | CH                    | Ventes françaises |
| ------ | ------------------------------------------------------- | --------------------- | --------------------- | --------------------- | --------------------- | ----------------- |
| 1969   | Le printemps est là                                     | —                     | —                     | —                     | —                     | NC                |
| 1972   | Amoureuse                                               | 60                    | —                     | —                     | —                     | NC                |
| 1972   | Besoin de personne                                      | 12                    | 12                    | —                     | —                     | 100 000           |
| 1972   | Comme je l'imagine                                      | —                     | 22                    | —                     | —                     | NC                |
| 1972   | Chanson sur une drôle de vie                            | 37                    | 22                    | —                     | —                     | NC                |
| 1973   | Amoureuse (version originale anglaise)                  | —                     | —                     | —                     | —                     | NC                |
| 1974   | Le Maudit (Ta douleur efface ta faute) / Véronique      | —                     | —                     | —                     | —                     | NC                |
| 1974   | Le Maudit / On m'attend là-bas                          | 42                    | 19                    | —                     | —                     | NC                |
| 1976   | Vancouver                                               | 50                    | 13                    | —                     | —                     | NC                |
| 1977   | Bernard's Song (Il est de nulle part)                   | —                     | 21                    | —                     | —                     | NC                |
| 1977   | How many lies / Féminin                                 | 46                    | —                     | —                     | —                     | NC                |
| 1979   | Ma révérence                                            | 12                    | —                     | —                     | —                     | 100 000           |
| 1979   | Celui qui n'essaie pas (ne se trompe qu'une seule fois) | 30                    | —                     | —                     | —                     | 80 000            |
| 1979   | Toute une vie sans te voir                              | —                     | —                     | —                     | —                     | NC                |
| 1980   | Lerida                                                  | —                     | —                     | —                     | —                     | NC                |
| 1981   | L'amour qui bat                                         | —                     | —                     | —                     | —                     | NC                |
| 1984   | Le temps est assassin (live)                            | 54                    | —                     | —                     | —                     | NC                |
| 1985   | C'est long, c'est court                                 | —                     | —                     | —                     | —                     | NC                |
| 1985   | J'y perds des plumes                                    | —                     | —                     | —                     | —                     | NC                |
| 1988   | Allah                                                   | —                     | —                     | —                     | —                     | NC                |
| 1989   | Paranoïa                                                | —                     | —                     | —                     | —                     | NC                |
| 1992   | Rien que de l'eau                                       | 6                     | —                     | —                     | —                     | 75 000            |
| 1992   | Panne de cœur                                           | 46                    | —                     | —                     | —                     | NC                |
| 1993   | Mon voisin                                              | —                     | —                     | —                     | —                     | NC                |
| 1993   | Bernard's song (live)                                   | —                     | —                     | —                     | —                     | NC                |
| 1994   | Seras-tu là ? (live)                                    | 10                    | —                     | —                     | —                     | 50 000            |
| 1994   | Bahia (live)                                            | —                     | —                     | —                     | —                     | NC                |
| 1995   | Une nuit sur son épaule (avec Marc Lavoine) (live)      | 34                    | —                     | —                     | —                     | NC                |
| 1995   | Alia Soûza (avec Michel Fugain) (live)                  | —                     | —                     | —                     | —                     | NC                |
| 1995   | Quelques mots d'amour (live)                            | —                     | —                     | —                     | —                     | NC                |
| 1995   | Le temps est assassin (avec I Muvrini) (live)           | —                     | —                     | —                     | —                     | NC                |
| 1998   | Un être idéal                                           | 34                    | —                     | —                     | —                     | NC                |
| 2015   | Amoureuse (avec Fanny Ardant)                           | 98                    | —                     | —                     | —                     | NC                |
| 2016   | Et je l'appelle encore                                  | 34                    | —                     | —                     | —                     | NC                |